# Нестеренко Віктор Олександрович
Нестере́нко Ві́ктор Олекса́ндрович (нар. 14 квітня 1935, СРСР) — радянський та український спортивний журналіст і телерадіокоментатор.

## Життєпис
Віктор Нестеренко почав працювати спортивним коментатором у складі молодіжної редакції «Українського Телебачення» в 1962 році. Разом з ним до відділу спорту входили Володимир Маєвський та Валентин Щербачов (з 1971 року). Саме вони стояли біля витоків більшості тогочасних спортивних телепрограм України. Згодом відділ став окремою редакцією. Нестеренко був одним з двох коментаторів (разом зі Щербачовим), які щовечора вели спортивну рубрику у випуску вечірніх новин.
Віктор Нестеренко найбільш відомий вболівальникам тим, що свого часу коментував усі домашні матчі київського «Динамо» як на внутрішній арені, так і у єврокубках (під час виступів «динамівців» за кордоном з клубом завжди їхав хтось з московських коментаторів). Однією з найбільш знакових ігор, що довірили висвітлювати Нестеренку на телебаченні став матч-відповідь Суперкубка Європи 1975 між «Динамо» та мюнхенською «Баварією». Крім того, у 1980 році Віктор Олександрович коментував матчі футбольного турніру в рамках Літніх Олімпійських ігор, а у 1984 році матчі групового турніру юнацького чемпіонату світу. Втім, Нестеренко спеціалізувався не лише на футбольних поєдинках, його кар'єра спортивного журналіста розпочалася матчем з баскетболу.
З 1996 року працює ведучим програм радіостанції «Голос Києва», щотижневого випуску «Спорт-тайм» та щоденних спортивних оглядів у вечірніх випусках новин. Неодноразово відзначався різноманітними почесними нагородами за успіхи у журналістській справі. За підсумками 2010 року Віктора Нестеренка було визнано найкращим спортивним журналістом столиці. У 2012 році він став одним з 400 почесних гостей на святкуванні 85-річчя від дня створення ФК «Динамо» (Київ).

## Відзнаки
- Найкращий спортивний журналіст Києва (1): 2010[6]